# 林下凤尾蕨
林下凤尾蕨（学名：Pteris grevilleana），为凤尾蕨科凤尾蕨属下的一个植物变种。